# Elecciones al Parlamento de Canarias de 1999
Las Elecciones en el Parlamento de Canarias de 1999 se celebraron el 13 de junio. El partido más votado fue Coalición Canaria, y merced a un pacto con el PP, se impone como presidente su candidato Román Rodríguez Rodríguez.

## Sistema electoral
Las circunscripciones electorales corresponden a cada una de las islas de la siguiente forma:
- El Hierro: 3 parlamentarios.
- La Gomera: 4 parlamentarios.
- Fuerteventura: 7 parlamentarios.
- Lanzarote: 8 parlamentarios.
- La Palma: 8 parlamentarios.
- Gran Canaria: 15 parlamentarios.
- Tenerife: 15 parlamentarios.

Los escaños se distribuyen de tal modo que las dos islas capitalinas tengan el mismo número de parlamentarios (Tenerife y Gran Canaria cuentan con 15 cada uno). También, cada provincia debe tener el mismo número de escaños (30 para la Provincia de Las Palmas y 30 para la Provincia de Santa Cruz de Tenerife. Por último, las islas capitalinas deben tener el mismo número de escaños que las no capitalinas (30 escaños para Tenerife y Gran Canaria y otros 30 para Lanzarote, Fuerteventura, La Gomera, La Palma y El Hierro). A esto se le conoce como "triple paridad" y ha sido una solución para problemas causados por el Pleito insular y para asegurar la representación de las islas menos pobladas. 
Esto, sumado a una doble barrera electoral (6% del voto regional o 30% por isla), ha causado desajustes con respecto a la distribución de escaños y el número de votos a nivel regional en la mayoría de convocatorias electorales al Parlamento de Canarias. En este caso, el PP ha obtenido más votos que el PSOE, con una diferencia de más un 3% de votos. Sin embargo, el PSOE ha obtenido 4 escaños más que el PP.

## Resultados

### Resultados por islas
| Islas Canarias |    |    |    |   | Total |
| -------------- | -- | -- | -- | - | ----- |
| El Hierro      | -  | 1  | -  | 2 | 3     |
| Fuerteventura  | 3  | 2  | 2  | - | 7     |
| Gran Canaria   | 5  | 3  | 7  | - | 15    |
| La Gomera      | 1  | 3  | -  | - | 4     |
| Lanzarote      | 4  | 3  | 1  | - | 8     |
| La Palma       | 4  | 2  | 2  | - | 8     |
| Tenerife       | 7  | 5  | 3  | - | 15    |
| Total          | 24 | 19 | 15 | 2 | 60    |

### Proporción de escaños
| 24 | 15 | 2   | 19   |
| CC | PP | AHI | PSOE |

### Resultados por partidos
| ← Elecciones al Parlamento de Canarias de 1999 → |                                                           |                             |         |       |         |     |
| Presidente y gobierno | Partido                                                   | Candidato                   | Votos   | %     | Escaños | +/- |
| - Presidente: Román Rodríguez Rodríguez - Gobierno: CC-PP (1999-2002) CC (2002-2003) - Censo: 1.331.110 - Votantes: 835.181 (62,7%) - Abstención: 495.929 (37,7%) - Válidos: - A candidatura: | Coalición Canaria (CC)                                    | Román Rodríguez             | 306.658 | 37,50 | 24      | +3  |
| - Presidente: Román Rodríguez Rodríguez - Gobierno: CC-PP (1999-2002) CC (2002-2003) - Censo: 1.331.110 - Votantes: 835.181 (62,7%) - Abstención: 495.929 (37,7%) - Válidos: - A candidatura: | Partido Socialista Obrero Español (PSOE)                  | Jerónimo Saavedra           | 199.503 | 24,40 | 19      | +3  |
| - Presidente: Román Rodríguez Rodríguez - Gobierno: CC-PP (1999-2002) CC (2002-2003) - Censo: 1.331.110 - Votantes: 835.181 (62,7%) - Abstención: 495.929 (37,7%) - Válidos: - A candidatura: | Partido Popular (PP)                                      | José Miguel Bravo de Laguna | 225.316 | 27,55 | 15      | -3  |
| - Presidente: Román Rodríguez Rodríguez - Gobierno: CC-PP (1999-2002) CC (2002-2003) - Censo: 1.331.110 - Votantes: 835.181 (62,7%) - Abstención: 495.929 (37,7%) - Válidos: - A candidatura: | Agrupación Herreña Independiente (AHI)                    | María Belén Allende Riera   | 2.773   | 0,34  | 2       | +1  |
| - Presidente: Román Rodríguez Rodríguez - Gobierno: CC-PP (1999-2002) CC (2002-2003) - Censo: 1.331.110 - Votantes: 835.181 (62,7%) - Abstención: 495.929 (37,7%) - Válidos: - A candidatura: | Federación Nacionalista Canaria (FNC)                     | Juan Manuel García Ramos    | 39.947  | 4,88  | 0       |     |
| - Presidente: Román Rodríguez Rodríguez - Gobierno: CC-PP (1999-2002) CC (2002-2003) - Censo: 1.331.110 - Votantes: 835.181 (62,7%) - Abstención: 495.929 (37,7%) - Válidos: - A candidatura: | Izquierda Unida Canaria (IUC)                             | Segundo Martínez            | 22.768  | 2,78  | 0       |     |
| - Presidente: Román Rodríguez Rodríguez - Gobierno: CC-PP (1999-2002) CC (2002-2003) - Censo: 1.331.110 - Votantes: 835.181 (62,7%) - Abstención: 495.929 (37,7%) - Válidos: - A candidatura: | Los Verdes de Canarias                                    | Amalia Bosch                | 12.146  | 1,49  | 0       |     |
| - Presidente: Román Rodríguez Rodríguez - Gobierno: CC-PP (1999-2002) CC (2002-2003) - Censo: 1.331.110 - Votantes: 835.181 (62,7%) - Abstención: 495.929 (37,7%) - Válidos: - A candidatura: | CDS-Unión Centrista (CDS-UC)                              |                             | 4.442   | 0,54  | 0       |     |
| - Presidente: Román Rodríguez Rodríguez - Gobierno: CC-PP (1999-2002) CC (2002-2003) - Censo: 1.331.110 - Votantes: 835.181 (62,7%) - Abstención: 495.929 (37,7%) - Válidos: - A candidatura: | Partido Humanista (PH)                                    |                             | 1.346   | 0,16  | 0       |     |
| - Presidente: Román Rodríguez Rodríguez - Gobierno: CC-PP (1999-2002) CC (2002-2003) - Censo: 1.331.110 - Votantes: 835.181 (62,7%) - Abstención: 495.929 (37,7%) - Válidos: - A candidatura: | Alternativa Maga Nacionalista (AMN)                       |                             | 864     | 0,11  | 0       |     |
| - Presidente: Román Rodríguez Rodríguez - Gobierno: CC-PP (1999-2002) CC (2002-2003) - Censo: 1.331.110 - Votantes: 835.181 (62,7%) - Abstención: 495.929 (37,7%) - Válidos: - A candidatura: | Alternativa Canaria-Ciudadanos Independientes de Canarias |                             | 806     | 0,10  | 0       |     |
| - Presidente: Román Rodríguez Rodríguez - Gobierno: CC-PP (1999-2002) CC (2002-2003) - Censo: 1.331.110 - Votantes: 835.181 (62,7%) - Abstención: 495.929 (37,7%) - Válidos: - A candidatura: | Tagoror Pensionista de Canarias                           |                             | 692     | 0,08  | 0       |     |
| - Presidente: Román Rodríguez Rodríguez - Gobierno: CC-PP (1999-2002) CC (2002-2003) - Censo: 1.331.110 - Votantes: 835.181 (62,7%) - Abstención: 495.929 (37,7%) - Válidos: - A candidatura: | Plataforma Popular de Fuerteventura                       |                             | 533     | 0,07  | 0       |     |
| - Presidente: Román Rodríguez Rodríguez - Gobierno: CC-PP (1999-2002) CC (2002-2003) - Censo: 1.331.110 - Votantes: 835.181 (62,7%) - Abstención: 495.929 (37,7%) - Válidos: - A candidatura: | Plataforma Canaria Nacionalista (PCN)                     |                             | N/A     | N/A   | 0       | -4  |
| - Presidente: Román Rodríguez Rodríguez - Gobierno: CC-PP (1999-2002) CC (2002-2003) - Censo: 1.331.110 - Votantes: 835.181 (62,7%) - Abstención: 495.929 (37,7%) - Válidos: - A candidatura: | En blanco                                                 | N/A                         | 9.078   | 1,1   | N/A     | N/A |
| - Presidente: Román Rodríguez Rodríguez - Gobierno: CC-PP (1999-2002) CC (2002-2003) - Censo: 1.331.110 - Votantes: 835.181 (62,7%) - Abstención: 495.929 (37,7%) - Válidos: - A candidatura: | Nulos                                                     | N/A                         |         |       | N/A     | N/A |

### Elección e investidura del Presidente de Canarias
| Candidato                                                 | Fecha                                                   | Voto       |    |    |    |   | Total |
| --------------------------------------------------------- | ------------------------------------------------------- | ---------- | -- | -- | -- | - | ----- |
| Román Rodríguez (CC)                                      | 14 de julio de 1999 Mayoría requerida: Absoluta (31/60) | Sí         | 23 |    | 15 | 2 | 40/60 |
| Román Rodríguez (CC)                                      | 14 de julio de 1999 Mayoría requerida: Absoluta (31/60) | No         |    | 18 |    |   | 18/60 |
| Román Rodríguez (CC)                                      | 14 de julio de 1999 Mayoría requerida: Absoluta (31/60) | Abstención |    |    |    |   | 0/60  |
| Faltaron a la votación un diputado de CC y otro del PSOE. |                                                         |            |    |    |    |   |       |